# Martin-Luther-Kirche (Emsdetten)
Die evangelische Martin-Luther-Kirche steht an der Neubrückenstraße 98 in Emsdetten im Kreis Steinfurt (Nordrhein-Westfalen). Sie gehört zur Evangelischen Kirchengemeinde Emsdetten-Saerbeck und damit zum Kirchenkreis Steinfurt-Coesfeld-Borken der evangelischen Landeskirche von Westfalen.

## Beschreibung und Geschichte
Die Martin-Luther-Kirche wurde gemeinsam mit der katholischen St.-Marien-Kirche im Jahr 1953 aufgrund der nach dem Zweiten Weltkrieg enorm angestiegenen Bevölkerung Emsdettens neu errichtet. Sie wurde am 2. Dezember 1953 von Präses Ernst Wilm geweiht. Zu diesem Zeitpunkt hatte die Kirche noch keinen offiziellen Namen. Zunächst war „Neubrückenkirche“ als Name vorgeschlagen, der zum einen auf den Standort des Kirchenbaus hindeuten sollte und zum anderen darauf, dass sie neue Brücken zwischen den Einheimischen und Vertriebenen jener Zeit schlagen möge. Man einigte sich abschließend jedoch auf den Namen des Reformators Martin Luther.
Das Aussehen der Kirche ist sehr schlicht gehalten. Maßgebend für das Erscheinungsbild im Inneren sind ein großes Eichenkreuz sowie eine Lichtinstallation.
In der Kirche finden regelmäßig auch Konzerte statt. Beispielsweise sind bereits Judy Bailey (2016, 2017) und Waldemar Grab (2016) aufgetreten.
Seit der Finanzkrise der Evangelischen Kirche von Westfalen im Jahr 2006 erwirtschaftet die Gemeinde die für den Betrieb der Kirche notwendigen Finanzmittel selbstständig und erhält hierfür keine Mittel mehr aus der Kirchensteuer.